# Къртис Армстронг
Къртис Армстронг (на английски: Curtis Armstrong) (роден на 27 ноември 1953 г.) е американски актьор. Известен е най-вече с ролята си на Хърбърт Вайола в сериала „Съдружници по неволя“.